# 1980-ті

## Події
- Поява парфум «Turbulences» («Revillon»), «Salvador Dali», «Poison» («Dior»).
- Набуває популярності електронна музика (Жан-Мішель Жарр, «Kraftwerk»).
- Монетаризм був реалізований у практиці державного регулювання на початку 80-х років XX ст. Інтелектуальним лідером монетаристів став професор Чиказького університету Мілтон Фрідман. Такий підхід, застосований на практиці американською адміністрацією президента Р. Рейгана на початку 80-х років XX ст., а потім і в Західній Європі, дав змогу перебороти стагфляційний процес, що затягнувся, створити нову систему, яка сприяє зростанню регулювання світогосподарських зв'язків монетарними засобами, враховує реалії національних суверенітетів, дозволяє уникнути надмірної національної директивності[1].
- Початок неотехнократичного етапу припадає на 1980-ті, коли замість теорій постіндустріалізму стали створювати концепції інформаційного та комп'ютерного суспільств (Масуда, Нейсбіт). Відмінною особливістю цих теорій є спроба поєднати методологію технологічного детермінізму з іншими детермінантами, внаслідок чого створюється новий образ суспільства.

## Політичні події
- У 1980-х набувають динамічного розвитку процеси європейської інтеграції. 1 липня 1987 року набув чинності Єдиний європейський акт, підписаний у лютому 1986 року. Цей документ визначив подальші цілі Європейської інтеграції. Зокрема, він поставив за мету створення до 1 січня 1993 року Єдиного внутрішнього ринку (наступного етапу економічної інтеграції, що передбачав гармонізацію економічної політики та інституцій), запровадив спільну політику в соціальній сфері, в галузі науково-технологічного розвитку, охорони довкілля. Цей документ також зробив зміни до договорів про утворення Європейських Товариств, а також поширив інтеграційний процес на сферу зовнішньої політики. Крім того, у Єдиному Європейському акті було поставлено питання про створення Європейського Союзу, який мав стати інститутом не лише економічним, а й політичним[2].
- В економічному плані у ряді європейських країн спостерігались діаметральні тенденції — денаціоналізація Маргарет Тетчер величезної кількості підприємств і цілих галузей промисловості у Британії, у Франції Міттеран робить спроби побудувати соціалізм. Див. Всесвітня історія 20 століття. Частина II, розділ Економічний розвиток провідних держав.
- У країнах Західної Європи проводилися адміністративні реформи, що полягали у запровадженні у держсекторі принципів бізнес-управління[3].
- 1981—1989 — президентство в США Рональда Рейгана.
- 1985 — прихід до влади у СРСР Михайла Горбачова. Початок «перебудови».
- Махатхір Мохамад присягнув на посаду прем'єр-міністра Малайзії 16 липня 1981 року і очолював країну протягом 22 років до свого відходу у 2003 році. Під його керівництвом економіка Малайзії стрімко розвивалася, а рівень бідності значно знижувався.
- Впровадження комплексних систем управління якістю.
- Починаючи з 1980-х pp. впроваджується «Новий публічний менеджмент[en]», в рамках якого створюються та застосовуються нові управлінські підходи та концепції: «постбюрократична парадигма», «публічний менеджеризм», «ринкове державне управління», «підприємницький уряд» та ін. У новому публічному менеджменті за основу взяті ринкові моделі регулювання. Вважається, що з погляду управління немає істотних відмінностей між публічним і приватним секторами, а отже, публічними та приватними організаціями можна управляти приблизно однаково[4].
- Усе більш впливовим у дослідженні державного управління стає напрям, в основі якого лежить поняття «політична мережа». У загальному вигляді під мережею розуміється система державних і недержавних суб'єктів у певній сфері політики, які взаємодіють між собою на базі ресурсної залежності з метою досягнення згоди по певному питанню, використовуючи при цьому формальні й неформальні норми[4].

## Філософія
- Нью-ейдж
- Комунікативна та мережева. Стосовно державного управління зазначає Бережний[4], «теорія політичних мереж намагається спертися на комунікативні процеси в постіндустріальному суспільстві і демократичну практику сучасних держав. Теорія політичних мереж реконструює відносини між державним управлінням і сучасним суспільством, дозволяє наблизити суспільство до органів публічного управління».

## Розвиток інформаційних технологій
- 1980 Тім Бернерс-Лі запропонував і прототипував систему «ENQUIRE».
- 1989 Тім Бернерс-Лі запропонував впровадити на базі Internet гіпертекстову систему документів.